# Berenguer de Rubí

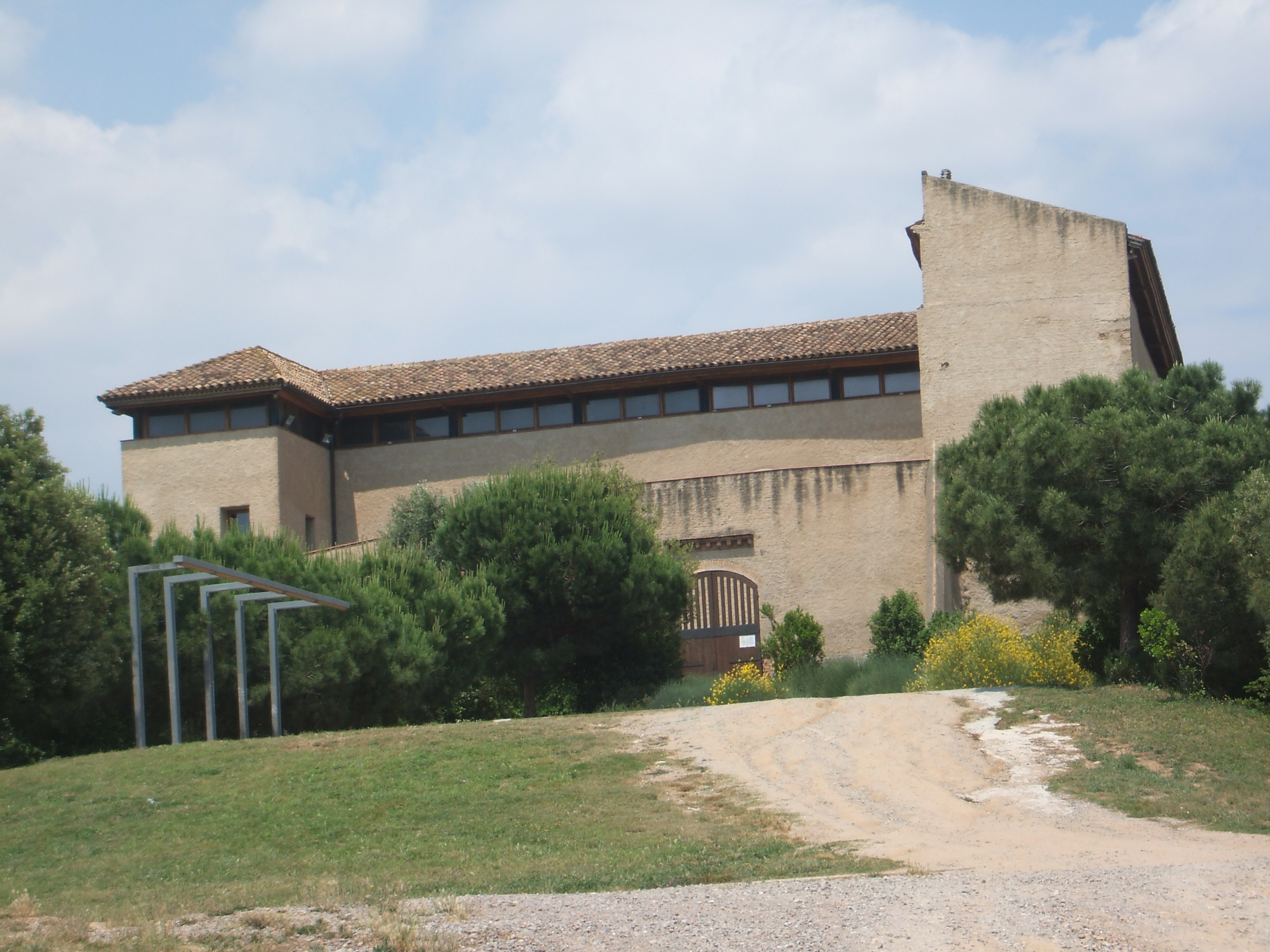
Castell de Rubí

Berenguer de Rubí, senyor de Rubí fou un noble català del segle xiii.
Casat amb Guillema, amb qui va tenir dos fills, Berenguer i Bernat.
L'any 1233 obté una autorització per part de Jaume I per aixecar una casa forta en l'àmbit del Castell de Sant Genís a Rubí que, amb els anys, esdevindria el Castell de Rubí, quedant el castell del turó de Sant Genís definitivament abandonat.